# Beek (Limburgia)
Beek – gmina w Holandii, w prowincji Limburgia.